# حي الرحمانية

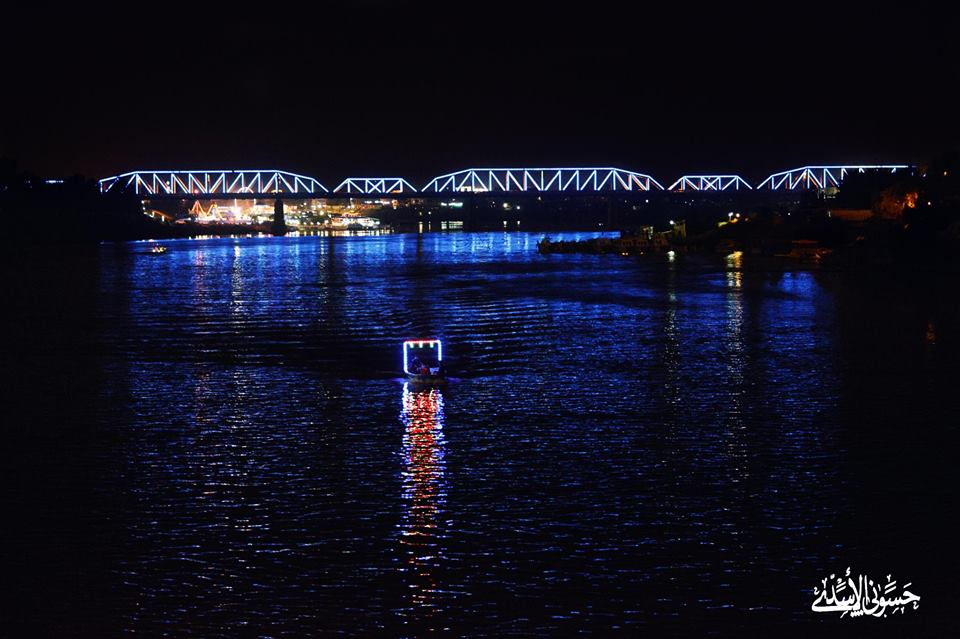
رحمانية الجعيفر

الاسكان من مناطق العاصمة بغداد في جانب الكرخ وتقع هذه المنطقة في وسط العاصمة بغداد وهي من اقدم المناطق في بغداد وتجاور هذه المنطقة مناطق عدة منها العطيفية والعلاوي و شارع حيفا و فيها العديد من الاماكن المهمة ابرزها هو ملعب نادي الزوراء الرياضي و المؤسسات الرسمية مثل تربية الكرخ الأولى ومديرية شرطة بغداد ويحاذيها نهر دجلة وتجاور محلة الشيخ معروف الكرخي وأهم ما يميز هذه المنطقة هو التنوع الديني والمذهبي و التنوع القومي فهي تضم قوميات مختلفة ولكن الغالبية هي القومية العربية والقليل من القومية الكردية وكذلك تتميز بالتنوع الديني فهي تضم اديان ومذاهب مختلفة    